# Erik Weihenmayer
Erik Weihenmayer (n. 23 septembrie 1968) este un atlet, scriitor și activist american.
Este cunoscut ca fiind singurul nevăzător care a cucerit Everestul și aceasta la 25 mai 2001.
Printre alte performanțe se numără: escaladarea stâncii El Capitan din Yosemite, a cascadei de gheață Lhosar din Himalaya și a Muntelui Kenya.
A scris o serie de cărți în care își descrie viața și realizările și susține discursuri motivaționale prin care susține cauza nevăzătorilor.